# Гуницька сільська рада
Гуницька сільська рада — колишня адміністративно-територіальна одиниця та орган місцевого самоврядування в Овруцькому районі Коростенської й Волинської округ, Київської та Житомирської областей Української РСР з адміністративним центром у селі Гуничі.

## Населені пункти
Сільській раді на час ліквідації були підпорядковані населені пункти:
- с. Гуничі
- с. Новосілки
- с. Слобода-Новоселицька

## Населення
Кількість населення ради, станом на 1923 рік, становила 2 167 осіб, кількість дворів — 445.

## Історія та адміністративний устрій
Створена 1923 року в складі сіл Гуничі, Новосілка, Раківщина та слободи Новоселицька Гладковицької волості Овруцького повіту Волинської губернії. 7 березня 1923 року увійшла до складу новоствореного Овруцького району Коростенської округи. 21 жовтня 1925 року с. Раківщина відійшло до складу новоствореної Раківщинської сільської ради Овруцького району. Станом на 17 грудня 1926 року на обліку в раді числилися хутори Гай-Гуничі та Гай-Слобода, котрі, станом на 1 жовтня 1941 року, не перебувають на обліку населених пунктів.
Станом на 1 вересня 1946 року сільська рада входила до складу Овруцького району Житомирської області, на обліку в раді перебували села Гуничі, Новосілки та Слобода-Новоселицька.
Ліквідована 5 березня 1959 року, відповідно до рішення Житомирського облвиконкому № 161 «Про ліквідацію та зміну адміністративно-територіального поділу окремих сільських рад області», територію та населені пункти приєднано до складу Раківщинської сільської ради Овруцького району Житомирської області.